# 안드로메다자리 유성우

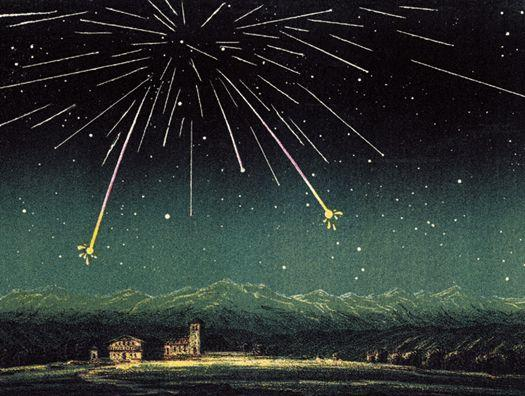
1872년 11월 27일의 안드로메다자리 유성우로, 몇십 년 전 분열하였던 비엘라 혜성의 잔재가 지구로 떨어진 것이다.

안드로메다자리 유성우는 비엘라 혜성이 지구의 궤도를 지나치며 남긴 잔재들로 이루어진 유성우이다. 비엘라 혜성은 1846년 두 조각으로 갈라진 것이 관찰되었고, 1842~1843년 즈음 혜성이 목성 근처에 갔을 때 부서졌다고 생각된다. 이 분열은 그 다음에 불규칙적인 주기로 거대한 유성우를 보여주었다(1872년과 1885년).
19세기 초반, 비엘라 혜성이 부서지기 전의 유성우 복사점은 카시오페이아자리에 있었다. 지난 세기에는 약한 유성우의 복사점은 안드로메다자리에 있었지만, 주변의 별자리, 물고기자리나 삼각형자리 또는 카시오페이아자리에서 오는 것처럼 보이기도 한다.

## 역사 속의 모습
안드로메다자리 유성우는 1741년 12월 6일에 러시아의 상트페테르부르크에서 처음 관찰되었다. 이후 1798년, 1825년, 1830년, 1838년, 1847년에 많은 유성우가 내렸다. 1872년과 1885년에는 지구가 비엘라 혜성의 파편이 있는 지역을 지나감에 따라, 시간당 몇천 개에 달하는 유성이 떨어졌다. 아테네에서 관측하던 요한 슈미트는 1872년의 유성우가 대부분 5~6등급의 어두운 유성우였고, "넓고 연기같은" 궤적을 남겼으며, 유성은 주로 주황색이나 빨간색이라고 말했다. 영국에서는, 에드워드 로웨가 오후 5시 50분부터 10시 30분까지 58,600개의 유성우가 떨어졌다고 추산하였고, 사자자리 유성우보다 속도가 느렸다고 말하였으며, 지나간 흔적을 북서쪽에서 날아오는 "매우 멀리서 날아오는 사격"같다고 묘사하였다. 버마에서는, 1885년의 유성우는 운명적인 징조로 받아들여졌으며 그 후 꼰바웅 왕조가 멸망하고 영국에 점령당하였다.

## 현재의 활동
19세기 이후 유성우는 상당히 어두워졌기 때문에, 지금은 일반적으로는 맨눈으로 관찰할 수 없다. 하지만 관측 장비를 이용한다면 11월 중순에 활동이 있는 것을 볼 수 있다. 최근에는 극대기(11월 9~14일)에 시간당 3개의 유성우가 떨어진다. 11월에 보이는 안드로메다자리 유성우의 활동은 최근(혜성 분열 당시)의 혜성 꼬리에서 나온 것이고, 12월 초에 관찰되는 유성우는 오래 된 입자들이다.
2011년 12월 4일, 여섯 개의 캐나다 레이다 기지에서 시간당 50개의 유성우를 감지하였다. 이 유성우는 1649년의 혜성에서 나온 것으로 생각된다. 2013년 12월 8일, 유성 전문가 피터 브라운은 캐나다 유성 궤도 레이다(CMOR)가 24시간 이내에 안드로메다자리 유성의 폭발을 감지했다고 밝혔다. 과학자들은 2018년에 더 약한 유성우가 돌아오지만, 2023년에 시간당 200개의 유성우가 떨어질 것으로 상정하고 있다. 캐나다 유성 궤도 레이다의 자료를 분석한 결과, 2008년 11월 27일에 시간당 30개의 유성우가 떨어진 것이 밝혀졌다.

## 같이 보기
- 비엘라 혜성